# Idioma numanggang
Numanggang (Manggang) es una lengua de Papúa Nueva Guinea. Otros nombres son Boana, Kai, Ngain, Sugu. En el tribunal del pueblo se prefiere Numanggang a Tok Pisin porque se cree que su uso tiene un efecto calmante en los procedimientos.

## La Ɋ
La letra Ɋ, también conocida como Q con cola de gancho, fue introducida por los misioneros luteranos en Papúa Nueva Guinea para su uso en el idioma Numanggang en las décadas de 1930 o 1940. En 2002, se decidió dejar de utilizar esta letra.